# Amawalk Reservoir
Amawalk Reservoir – mały zbiornik retencyjny na terenie stanu Nowy Jork, hrabstwa Westchester oraz miejscowości Somers. Zbiornik jest częścią sieci wodociągowej miasta Nowy Jork i jest położony ok. 51 km od Nowego Jorku. 
Amawalk Reservoir został utworzony na rzece Muscoot, która jest jednym z dopływów rzeki Croton. Zbiornik został oddany do użytku w 1897 r.
Powierzchnia zbiornika wynosi 2,28 km²; średnia głębokość wynosi 10,9 m; maksymalna – 23,2 m. W Amawalk Reservoir mieści się 25 000 000 m³ wody. Zbiornik jest jednym z najmniejszych zbiorników retencyjnych systemu wodociągowego miasta Nowy Jork. 
Woda, która wypływa z Amawalk Reservoir płynie poprzez rzekę Muscoot do Muscoot Reservoir, a następnie do zbiornika New Croton Reservoir. 